# Поломія (Водзіславський повіт)
Поломія (пол. Połomia) — село в Польщі, у гміні Мшана Водзіславського повіту Сілезького воєводства.
Населення — 2588 осіб (2011).
У 1975-1998 роках село належало до Катовицького воєводства.

## Демографія
Демографічна структура станом на 31 березня 2011 року:
|          | Загалом | Допрацездатний вік | Працездатний вік | Постпрацездатний вік |
| -------- | ------- | ------------------ | ---------------- | -------------------- |
| Чоловіки | 1286    | 277                | 875              | 134                  |
| Жінки    | 1302    | 269                | 777              | 256                  |
| Разом    | 2588    | 546                | 1652             | 390                  |